# Snake Bite Love (Zachary Richard)
| Recensione | Giudizio |
| ---------- | -------- |
| AllMusic   |          |

Snake Bite Love è un album di Zachary Richard, pubblicato dalla A&M Records nel 1992. Il disco fu registrato al "Kingsway Studio" di New Orleans, Louisiana (Stati Uniti) nel 1992.

## Tracce

### CD
1. Snake Bite Love – 4:39 (Zachary Richard)
2. Come on, Sheila – 4:01 (Zachary Richard)
3. Burning – 5:08 (Bill Wray, Freddie Wall, Zachary Richard)
4. Heart on Fire – 4:01 (Zachary Richard)
5. Roll Me – 3:48 (Bill Wray, Freddie Wall, Zachary Richard)
6. Côte Blanche Bay – 4:20 (Zachary Richard)
7. Dancing at Double D's – 4:12 (Zachary Richard, Bill Wray, Freddie Koella)
8. Sunset on Louisianne – 5:41 (Zachary Richard, Brian Stoltz)
9. Crawfish – 4:18 (Zachary Richard)
10. Down in the Congo Square – 4:23 (Bill Wray, Freddie Wall, Zachary Richard)
11. Zydeco Jump – 3:21 (Zachary Richard)
12. One Kiss – 4:42 (Zachary Richard)
13. My French Blues (Un autre baiser) – 4:19 (Zachary Richard)

## Musicisti
- Zachary Richard  - armonica, accordion (brani : 1 e 11)
- Zachary Richard - armonica (brani : 2 e 10)
- Zachary Richard  - accordion (brani : 3 e 7)
- Zachary Richard  - chitarra acustica, accordion (brani : 5, 6 e 8a)
- Zachary Richard  - accordion, chitarra acustica, triangolo (brano : 12)
- John Cascella  - accordion (brani : 2, 4 e 6)
- Brian Stoltz  - chitarra (brani : 1, 2, 3, 5, 6, 8a e 10)
- Freddie Koella  - chitarra (brani : 1, 3, 7, 10, 11 e 12)
- Freddie Koella  - chitarra, violino (brano : 4)
- Freddie Koella  - fiddle (brano : 8a)
- Jim Wray  - chitarra acustica, basso (brani : 1, 2 e 12)
- Jim Wray  - chitarra acustica, chitarra elettrica 12 corde (brano : 3)
- Jim Wray  - chitarra acustica (brani : 4, 5, 6 e 8a)
- George Doering - chitarra acustica, chitarra classica (brano : 6)
- Kim Bullard  - pianoforte elettrico (brano : 1)
- Kim Bullard  - tastiere (brani : 2, 3, 4, 5, 8a e 11)
- Phil Shenale  - tastiere (brano : 10)
- Dr. John - pianoforte (brano : 9)
- Dr. John  - organo (brano : 10)
- Kevin Harris - sassofono tenore (brano : 9)
- Keith Anderson - sousaphone (brano : 9)
- Roger Lewis  - sassofono baritono (brano : 9)
- Efrem Towns  - tromba (brano : 9)
- Gregory Davis  - tromba (brano : 9)
- Revert Andrews  - trombone (brano : 9)
- Jim Wray - basso, chitarra acustica (brani : 1 e 12)
- Daryl Johnson  - basso (brani : 2, 3, 4, 5, 7 e 11)
- Abe Laboriel  - basso (brani : 6 e 10)
- Denny Fongheiser  - batteria, percussioni (brani : 1, 2, 3, 5)
- Denny Fongheiser  - batteria (brani : 4, 6, 10, 11 e 12)
- Jeffrey Alexander  - batteria (brani : 7 e 9)
- Jenell Marshall  - snare drums (brano : 9)
- Lionel Batiste  - snare drums (brano : 9)
- Paulinho Da Costa  - percussioni (brani : 4, 6 e 10)
- Daryl Johnson  - percussioni (brano : 10)
- Dupcie Jr.  - washboard rub-board (brani : 7 e 11)
- Art Neville  - accompagnamento vocale (brani : 1 e 10)
- Bill Wray  - accompagnamento vocale (brani : 1, 9 e 10)
- Daryl Johnson  - accompagnamento vocale (brani : 1 e 10)
- Jim Wray  - accompagnamento vocale (brano : 1)
- Alice Sanderson-Echols  - accompagnamento vocale (brani : 3, 5, 7 e 11)
- Billy Trudel  - accompagnamento vocale (brani : 3, 4, 5, 6, 7, 8a e 11)
- David Eisley  - accompagnamento vocale (brani : 3, 5, 7 e 11)
- Sandy Simmons  - accompagnamento vocale (brani : 3, 5, 7 e 11)
- The Dirty Dozen Brass Band  - accompagnamento vocale (brano : 9)
- Dr. John  - accompagnamento vocale (brano : 9)
- Billy Valentine  - accompagnamento vocale (brano : 12)
- John Valentine  - accompagnamento vocale (brano : 12)
- Rick Nelson  - accompagnamento vocale (brano : 12)